# وادي الأسدي
وادي الأسدي أحد وديان العراق في غرب محافظة الانبار غرب العراق، يعد الوادي أحد الأودية الرئيسية لوحدة الوديان السفلى في الهضبة الغربية في العراق ويتكون الوادي من التقاء مجموعة من الأودية الثانوية والبالـغ عددها (10) أحواض تصب في المجرى الرئيسي لحوض الوادي وتتباين في أطوالها وكثافة صرفها، الوادي الرئيسي ينحدر من الغرب ويأخذ اتجاهاً شرقياً منتهياً بمجرى نهر الفرات عند ناحية البغدادي بفارق كنتوري قدره (201) متر عن مستوى سطح البحر، الوادي لم يشكل مروحة غرينية أو دلتا عند منطقة المصب في نهر الفرات.

## عنه
تبلغ مساحه حوضه الكلية ( 233 كم2 ) ويتخصر حوض الوادي في جزئه الأوسط ليصل إلى ( 16.24كم2 )، وذلك بسبب الرواسب الصخرية شديدة المقاومة والانحدار الكبير ضمن المنطقة، تتصف منطقة حوض وادي الأسدي بانحدارات من جهة الشرق ومن جهة الغرب باتجاه مجرى نهر الفرات فضلاً عن الانحدار الآخر من الشمال الغربي نحو الجنوب الشرقي والحوض يأخذ شكلاً طولياً  و هذا ما يجعل دلالة خطر الفيضان منخفضة بسبب تاخر وصول الموجات المائية، تنتشر في منطقة الوادي أنواع عديدة ومتنوعة من الصخور، يمكن استغلالها في مجالات صناعية وإنشائية و أهمها، الكلس والجبس والدولوميت، فضلاً عن رواسب الحصى والرمل بالإمكان استثمار المياه الجوفية فيه من خلال حفر الآبار والاستفادة من العيون المائية في زراعة بعض المحاصيل، ووجود العديد من الأشكال الأرضية مثل الهضاب والبيوت والميسا، الكهوف الحفر الوعائية، العيون الكارستية، السهول المروحية، وغيرها ساهمت عوامل التجوية والتعرية بأنواعها في تشكيلها، منطقة حوض الوادي ذات مناخ صحراوي جاف حيث تمتاز بتطرف درجات الحرارة.